# Izoeugenol
Izoeugenolul, cu formula C6H3(OH)(OCH3)(CH = CH-CH3),  este un eter fenolic sub formă de ulei galben pal, inflamabil, cu miros de condimente din cuișoare; se găsește în uleiul de ylang-ylang (Cananga odorata) și de cuișoare (Syzygium aromaticum). Are greutatea moleculară 164,2; punctul de fierbere 266°. Este parțial solubil în apă; solubil în alcool, în eter și în alți solvenți organici. Se poate obține sintetic, prin tratarea eugenolului cu KOH în alcool amilic, rezultând un amestec al formelor cis și trans.
Este întrebuințat în parfumerie și ca agent aromatizant; a fost utilizat în fabricarea vanilinei.
Sinonime: 1-hidroxi-2-metoxi-4-propenil-benzen, 4-hidroxi-3-metoxi-1-propenil-benzen, 5-propenilguaiacol.